# Publications du Journal de Ludo
Liste des publications du Journal de Ludo

## Liste des publications
| n°/page    | série                                 | Titre                                                      | texte     | dessin          | couleur/N&B | réédition |
| ---------- | ------------------------------------- | ---------------------------------------------------------- | --------- | --------------- | ----------- | --------- |
| 01/001-002 | éditorial                             | éditorial n°01                                             | Roger Dal | -               | N&B         | ?         |
| 01/003     | Sommaire                              | Sommaire n°01                                              | ?         | -               | -           | ?         |
| 01/004-005 | Tout sur…                             | Lino Ventura                                               | ?         | ?               | N&B         | ?         |
| 01/006-007 | Grille fléchée                        | Pirates - France Le Lude 01                                | ?         | -               | -           | ?         |
| 01/008-009 | L'enquête de Ludo                     | Ici, villa des roses                                       | ?         | Moallic         | N&B         | PG145     |
| 01/010     | Mini-énigme                           | Chasseur et ours                                           | ?         | ?               | N&B         | ?         |
| 01/011     | Mini-énigme                           | Marcel et la rivière                                       | ?         | ?               | N&B         | ?         |
| 01/012     | Mini-énigme                           | La dame et le parapluie                                    | ?         | ?               | N&B         | ?         |
| 01/011-020 | Maxitest                              | Pourriez-vous être un détective ?                          | ?         | ?               | N&B         | ?         |
| 01/021-028 | Une enquête de Jim Frost              | L'affaire Cosby                                            | Gil Das   | De Huescar      | N&B         | ?         |
| 01/029     | Anomalies                             | Le cambrioleur est décontract                              | ?         | Gring           | N&B         | ?         |
| 01/030     | Biftou                                | Sans titre - Coffre-fort                                   | ?         | Chica           | N&B         | ?         |
| 01/031-034 | Carébus                               | Sans titre - Cars de police                                | ?         | Gring           | N&B         | ?         |
| 01/035     | Les 6 qui                             | Sans titre                                                 | ?         | ?               | N&B         | ?         |
| 01/036-037 | L'enquête de Ludo                     | Le complice                                                | ?         | Moallic         | N&B         | PG147     |
| 01/038     | Aidez à décoder                       | Sans titre - Antoine le rusé                               | ?         | Gring           | N&B         | ?         |
| 01/039-043 | Le détective c'est vous               | Jogging                                                    | ?         | Chica ?         | N&B         | ?         |
| 01/044-045 | L'enquête de Ludo                     | Bonjour Jo !                                               | ?         | Moallic         | N&B         | PG148     |
| 01/046     | Prénoms en cage                       | Sans titre - Sept visages d'acteur                         | ?         | ?               | N&B         | ?         |
| 01/047     | Quand Jo cause                        | Sans titre - Je vais m'en jeter un petit                   | ?         | ?               | N&B         | ?         |
| 01/048     | Biftou                                | Sans titre - Deux espions                                  | ?         | Chica ?         | N&B         | ?         |
| 01/049     | Identification                        | Quel est le suspect ?                                      | ?         | Chica ?         | N&B         | ?         |
| 01/050-051 | La fouille                            | Sans titre - histoire de vol                               | ?         | ?               | N&B         | ?         |
| 01/052-053 | Le détective mystère                  | Sans titre                                                 | ?         | Chica ?         | N&B         | ?         |
| 01/054-055 | Le voleur de chevaux                  | Sans titre - On a volé le cheval de Thorn Hudson           | ?         | Chica ?         | N&B         | ?         |
| 01/056-057 | Grille fléchée                        | Trésor - France Le Lude 02                                 | ?         | -               | -           | ?         |
| 01/058     | Aidez à décoder                       | Sans titre - La clef du code est très simple               | ?         | ?               | N&B         | ?         |
| 01/059     | Chacun son truc                       | Sans titre - six objets très divers                        | ?         | ?               | N&B         | ?         |
| 01/060-061 | L'enquête de Ludo                     | Une échelle contre un mur                                  | ?         | Moallic         | N&B         | PG144     |
| 01/062     | Portrait robot                        | Sans titre                                                 | ?         | Chica ?         | N&B         | ?         |
| 01/063     | Anomalies                             | dépéchez-vous de trouver les erreurs                       | ?         | Gring           | N&B         | ?         |
| 01/064-071 | En marge de l'histoire                | La mort de Gérard de Nerval                                | ?         | ?               | N&B         | ?         |
| 01/072-073 | Grille fléchée                        | Les armes - France Le Lude 03                              | ?         | -               | -           | ?         |
| 01/074-075 | énigme                                | L'immigrant                                                | ?         | Gring           | N&B         | ?         |
| 01/075     | Piège                                 | Sans titre - Six enfants                                   | ?         | Gring           | N&B         | ?         |
| 01/076-077 | Le voleur est passé par là            | Sans titre                                                 | ?         | Gring           | N&B         | ?         |
| 01/078-079 | Le chasseur de primes                 | Sans titre - Mike Anderson                                 | ?         | Chica ?         | N&B         | ?         |
| 01/079     | Télé séries                           | Sans titre - Quatre séries télé                            | ?         | ?               | N&B         | ?         |
| 01/080-081 | Grille fléchée                        | Les vols - France Le Lude 04                               | ?         | -               | -           | ?         |
| 01/082-084 | Jeu primé                             | Jeu primé n°1                                              | ?         | ?               | N&B         | ?         |
| 01/085-089 | Maxitest                              | Les qualités d'un fin limier                               | ?         | Chica ?         | N&B         | ?         |
| 01/090-091 | L'enquête de Ludo                     | Chasse aux trafiquants                                     | ?         | Moallic         | N&B         | PG145     |
| 01/092-093 | Le détective mystère                  | Sans titre                                                 | ?         | ?               | N&B         | ?         |
| 01/094-095 | Grille fléchée                        | Héros de la télé - France Le Lude 05                       | ?         | -               | -           | ?         |
| 01/096     | Vraies et fausses armes               | Sans titre                                                 | ?         | ?               | N&B         | ?         |
| 01/097-105 | On recherche                          | Wanted                                                     | ?         | ?               | N&B         | ?         |
| 01/106     | énigme                                | Poussez pas                                                | ?         | Gring           | N&B         | ?         |
| 01/107     | Interrogatoire                        | Sans titre                                                 | ?         | Gring           | N&B         | ?         |
| 01/108-113 | Le détective c'est vous               | Aller simple                                               | ?         | Chica ?         | N&B         | ?         |
| 01/114-115 | Grille fléchée                        | Langue verte - France Le Lude 06                           | ?         | -               | -           | ?         |
| 01/116-117 | L'enquête de Ludo                     | Sacré Turlupin                                             | ?         | Moallic         | N&B         | PG144     |
| 01/118-126 | Inspecteur Chauveau                   | Du sang au programme                                       | ?         | ?               | N&B         | ?         |
| 01/127     | Traces                                | Sans titre                                                 | ?         | ?               | N&B         | ?         |
| 01/128     | Abonnement                            | Abonnement n°01                                            | ?         | -               | -           | ?         |
| 02/003-004 | éditorial                             | éditorial n°02                                             | Roger Dal | -               | N&B         | ?         |
| 02/003     | Sommaire                              | Sommaire n°02                                              | ?         | -               | -           | ?         |
| 02/006     | Biftou                                | Sans titre - Ce malfaiteur                                 | ?         | Gring           | N&B         | ?         |
| 02/007-011 | Tout sur…                             | Roger Moore                                                | ?         | ?               | N&B         | ?         |
| 02/012-013 | Grille fléchée                        | Projectiles - France Le Lude 07                            | ?         | -               | -           | ?         |
| 02/014-015 | L'enquête de Ludo                     | Le tricheur                                                | ?         | Moallic         | N&B         | PG140     |
| 02/016-024 | Maxitest                              | Imaginez des choses                                        | ?         | Gring           | N&B         | ?         |
| 02/025-032 | Une enquête d'Archibald               | L'or de la crypte                                          | Dimberton | Dimberton       | N&B         | ?         |
| 02/033     | Faites mouche                         | Sans titre - Il s'agit                                     | ?         | ?               | N&B         | ?         |
| 02/034     | Faites mouche                         | Sans titre - Placez 6 balles                               | ?         | ?               | N&B         | ?         |
| 02/035     | Faites mouche                         | Sans titre - Quels impacts                                 | ?         | ?               | N&B         | ?         |
| 02/036-037 | Grille fléchée                        | Du côté de la loi - France Le Lude 08                      | ?         | -               | -           | ?         |
| 02/038-039 | L'enquête de Ludo                     | Le maître chanteur                                         | ?         | Moallic         | N&B         | PG141     |
| 02/040-044 | Le détective, c'est vous !            | Meurtre à l'entracte                                       | ?         | ?               | N&B         | ?         |
| 02/045     | Identification                        | Sans titre - Quatre faux gendarmes                         | ?         | ?               | N&B         | ?         |
| 02/046-047 | L'objet disparu                       | Sans titre - Le cambrioleur n'a pas été très gentil        | ?         | Gring           | N&B         | ?         |
| 02/048-049 | Énigme                                | Le complice                                                | ?         | Gring           | N&B         | ?         |
| 02/050-051 | Le détective mystère                  | Sans titre - ?                                             | ?         | Gring           | N&B         | ?         |
| 02/052-053 | Grille fléchée                        | Les hors-la-loi - France Le Lude 09                        | ?         | -               | -           | ?         |
| 02/054-055 | L'enquête de Ludo                     | Le faussaire                                               | ?         | Moallic         | N&B         | PG142     |
| 02/056-064 | Stim 33                               | Meurtre par l'infini                                       | Gil Das   | Léo Becker      | N&B         | ?         |
| 02/065     | La bonne route                        | Sans titre - la lettre N                                   | ?         | -               | -           | ?         |
| 02/066-067 | Grille fléchée                        | Télé détectives - France Le Lude 10                        | ?         | -               | -           | ?         |
| 02/068-069 | L'enquête de Ludo                     | L'alibi ne tient pas                                       | ?         | Moallic         | N&B         | PG143     |
| 02/070-072 | Jeu primé                             | Mots les plus chers                                        | ?         | -               | -           | ?         |
| 02/073-077 | Professeur a.stuss                    | Dans le secret des codes                                   | ?         | Gring           | N&B         | ?         |
| 02/078-084 | Le jeu de l'humour et du hasard       | Sans titre - C'est à quel sujet ?                          | ?         | Gring           | N&B         | ?         |
| 02/085     | Télé séries                           | Sans titre - six séries télé                               | ?         | -               | -           | ?         |
| 02/086-087 | L'enquête de Ludo                     | Le voleur est à l'hôtel                                    | ?         | Moallic         | N&B         | PG142     |
| 02/088-092 | Le détective, c'est vous !            | Un trou dans la caisse                                     | ?         | ?               | N&B         | ?         |
| 02/093-096 | Test                                  | Êtes-vous un bon témoin ?                                  | ?         | ?               | N&B         | ?         |
| 02/097     | Biftou                                | Sans titre - Fronde                                        | ?         | Gring           | N&B         | ?         |
| 02/098-099 | Le détective mystère                  | Sans titre - ?                                             | ?         | Gring           | N&B         | ?         |
| 02/100-101 | Grille fléchée                        | En argot - France Le Lude 11                               | ?         | -               | -           | ?         |
| 02/102-103 | L'enquête de Ludo                     | Un voyage en train                                         | ?         | Moallic         | N&B         | PG141     |
| 02/104     | Aidez à décoder                       | Sans titre - 7087                                          | ?         | ?               | N&B         | ?         |
| 02/105-110 | Une enquête de Jim Frost              | Jim Frost mis en échec                                     | Gil Das   | Léo Becker      | N&B         | ?         |
| 02/111     | Portrait robot                        | Sans titre - Shérif                                        | ?         | ?               | N&B         | ?         |
| 02/112     | Mini-énigme                           | Les révélations du concierge                               | ?         | ?               | N&B         | ?         |
| 02/112-113 | Lexique                               | Sans titre                                                 | ?         | -               | -           | ?         |
| 02/114-115 | Énigme                                | Un hold-up                                                 | ?         | Gring           | N&B         | ?         |
| 02/116-117 | L'enquête de Ludo                     | Une bouteille à la mer                                     | ?         | Moallic         | N&B         | PG143     |
| 02/118-119 | Grille fléchée                        | En justice - France Le Lude 12                             | ?         | -               | -           | ?         |
| 02/120     | Quand ils causent                     | Sans titre - Refile-moi ton pébroc                         | ?         | -               | -           | ?         |
| 02/121-129 | Solutions des énigmes                 | Solutions des énigmes n°01                                 | ?         | ?               | N&B         | ?         |
| 02/130     | Abonnement                            | abonnement n°02                                            | ?         | ?               | N&B         | ?         |
| 03/003-004 | éditorial                             | éditorial n°03                                             | Roger Dal | -               | N&B         | ?         |
| 03/005     | Sommaire                              | Sommaire n°03                                              | ?         | -               | -           | ?         |
| 03/006     | Commande des précédents numéros       | Commande des précédents numéros n°03                       | ?         | -               | -           | ?         |
| 03/007-011 | Tout sur…                             | Jean Paul Belmondo                                         | ?         | ?               | N&B         | ?         |
| 03/012-013 | Grille fléchée                        | Deux noms célèbres - France Le Lude 13                     | ?         | -               | -           | ?         |
| 03/014-015 | L'enquête de Ludo                     | Le vol de tableaux                                         | ?         | Moallic         | N&B         | PG138     |
| 03/016-027 | Maxitest                              | Êtes-vous perspicaces ?                                    | ?         | Gring           | N&B         | ?         |
| 03/028     | Biftou                                | Sans titre - Le cambrioleur                                | ?         | Gring           | N&B         | ?         |
| 03/029-036 | Une enquête d'Archibald               | Meurtre au théâtre bleu                                    | Dimberton | Dimberton       | N&B         | ?         |
| 03/037     | Pour le bon motif                     | Sans titre - Ravaillac                                     | ?         | Gring           | N&B         | ?         |
| 03/038-039 | Le détective mystère                  | Sans titre - ?                                             | ?         | Gring           | N&B         | ?         |
| 03/040-041 | Grille fléchée                        | Deux détectives - France Le Lude 14                        | ?         | ?               | N&B         | ?         |
| 03/042-043 | L'enquête de Ludo                     | Drôle d'accident                                           | ?         | Moallic         | N&B         | PG139     |
| 03/044-046 | Énigme                                | L'énigme des clans                                         | ?         | ?               | N&B         | ?         |
| 03/047-051 | Le détective, c'est vous !            | Courses truquées                                           | ?         | ?               | N&B         | ?         |
| 03/052-053 | Énigme                                | Le maître-chanteur                                         | ?         | Gring           | N&B         | ?         |
| 03/054-055 | Grille fléchée                        | Deux autres détectives - France Le Lude 15                 | ?         | ?               | N&B         | ?         |
| 03/056-057 | L'enquête de Ludo                     | Un escalier dangereux                                      | ?         | Moallic         | N&B         | PG136     |
| 03/058-067 | Stim 33                               | L'échec de Stim 33                                         | Gil Das   | Léo Becker      | N&B         | ?         |
| 03/067     | Mini-énigme                           | Un acte d'espionnage                                       | ?         | Gring           | N&B         | ?         |
| 03/068-069 | Ce que Ludo pense du jeu              | Interpol                                                   | ?         | ?               | N&B         | ?         |
| 03/070-071 | Grille fléchée                        | Le sherif - France Le Lude 16                              | ?         | -               | -           | ?         |
| 03/072-073 | L'enquête de Ludo                     | Une affaire sordide                                        | ?         | Moallic         | N&B         | PG138     |
| 03/074-076 | Jeu primé                             | Mots les plus chers                                        | ?         | -               | -           | ?         |
| 03/077-083 | Professeur a.stuss                    | Dans le secret des codes                                   | ?         | Gring           | N&B         | ?         |
| 03/085     | Biftou                                | Sans titre - Douane                                        | ?         | Gring           | N&B         | ?         |
| 03/086-087 | Le détective mystère                  | Sans titre - ?                                             | ?         | Gring           | N&B         | ?         |
| 03/088-089 | L'enquête de Ludo                     | L'émetteur clandestin                                      | ?         | Moallic         | N&B         | PG137     |
| 03/090-091 | L'objet disparu                       | Sans titre - Ferdinand recelleur                           | ?         | Gring           | N&B         | ?         |
| 03/092-093 | Réflexoscope                          | Sans titre - Colombo                                       | ?         | -               | -           | ?         |
| 03/092     | Mini-énigme                           | Où est la différence ?                                     | ?         | ?               | N&B         | ?         |
| 03/094-100 | Le jeu de l'humour et du hasard       | Sans titre - Nous disons pas de vignette                   | ?         | Gring           | N&B         | ?         |
| 03/101     | Identification                        | Sans titre - lequel est Ted ?                              | ?         | chx             | N&B         | ?         |
| 03/102-103 | L'enquête de Ludo                     | Un espion malin                                            | ?         | Moallic         | N&B         | PG136     |
| 03/104-105 | Grille fléchée                        | Vols - France Le Lude 17                                   | ?         | -               | -           | ?         |
| 03/106-110 | Le détective, c'est vous !            | Le chauffard                                               | ?         | chx             | N&B         | ?         |
| 03/111     | Quand ils causent                     | Jojo y gamberge                                            | ?         | -               | -           | ?         |
| 03/112     | Mini-énigme                           | Le mystère du pendu                                        | ?         | ?               | N&B         | ?         |
| 03/114-115 | L'enquête de Ludo                     | Drôle d'histoire                                           | ?         | Moallic         | N&B         | PG137     |
| 03/116-117 | Grille fléchée                        | échec aux voleurs - France Le Lude 18                      | ?         | -               | -           | ?         |
| 03/118     | Portrait robot                        | Sans titre                                                 | ?         | chx             | N&B         | ?         |
| 03/119-129 | Solutions des énigmes                 | Solutions des énigmes n°02                                 | ?         | ?               | N&B         | ?         |
| 03/130     | Abonnement                            | abonnement n°03                                            | ?         | ?               | N&B         | ?         |
| 04/003-004 | éditorial                             | éditorial n°04                                             | Roger Dal | -               | N&B         | ?         |
| 04/005     | Sommaire                              | Sommaire n°04                                              | ?         | -               | -           | ?         |
| 04/006     | Commande des précédents numéros       | Commande des précédents numéros n°04                       | ?         | -               | -           | ?         |
| 04/007-011 | Tout sur…                             | Manix                                                      | ?         | ?               | N&B         | ?         |
| 04/012-013 | Grille fléchée                        | "Porte sous" - France Le Lude 19                           | ?         | -               | -           | ?         |
| 04/014-015 | L'enquête de Ludo                     | Un coup monté                                              | ?         | Moallic         | N&B         | PG132     |
| 04/016-023 | Maxitest                              | Avez-vous de la mémoire ?                                  | ?         | Gring           | N&B         | ?         |
| 04/024     | Biftou                                | Sans titre - Le voleur semeur d'objets                     | ?         | Gring           | N&B         | ?         |
| 04/025-032 | Une enquête d'Archibald               | Vive les vacances                                          | Dimberton | Dimberton       | N&B         | ?         |
| 04/033     | La bonne route                        | Sans titre - ?                                             | ?         | ?               | N&B         | ?         |
| 04/034/035 | Le détective mystère                  | Sans titre - ?                                             | ?         | Gring           | N&B         | ?         |
| 04/036-037 | Grille fléchée                        | "Petits méfaits" - France Le Lude 20                       | ?         | -               | -           | ?         |
| 04/038-039 | L'enquête de Ludo                     | La falaise                                                 | ?         | Moallic         | N&B         | PG133     |
| 04/040-041 | L'objet disparu                       | Sans titre - Le voleur dans la chambre d'enfant            | ?         | Gring           | N&B         | ?         |
| 04/042-046 | Professeur a.stuss                    | Dans le secret des codes                                   | ?         | Gring           | N&B         | ?         |
| 04/047-051 | Le détective, c'est vous !            | Mort d'un magicien                                         | ?         | C H S ???       | N&B         | ?         |
| 04/052-053 | Grille fléchée                        | "à la frontière" - France Le Lude 21                       | ?         | -               | -           | ?         |
| 04/054-055 | L'enquête de Ludo                     | Chute mortelle                                             | ?         | Moallic         | N&B         | PG133     |
| 04/056-063 | Stim 33                               | Echappée dans l'infini                                     | Gil Das   | Léo Becker      | N&B         | ?         |
| 04/064     | Identification                        | Sans titre - six détective de l'an 2000                    | ?         | ?               | N&B         | ?         |
| 04/065-069 | correspondance image/texte            | Le jeu de l'humour et du hasard                            | ?         | Gring           | N&B         | ?         |
| 04/070-071 | Grille fléchée                        | "En prison" - France Le Lude 22                            | ?         | -               | -           | ?         |
| 04/072-073 | L'enquête de Ludo                     | Vol d'armes                                                | ?         | Moallic         | N&B         | PG134     |
| 04/074-075 | Le détective mystère                  | Sans titre - ?                                             | ?         | Gring           | N&B         | ?         |
| 04/076     | Identification                        | à la plage sur la plage                                    | ?         | Gring           | N&B         | ?         |
| 04/077-079 | Jeu primé                             | Mots les plus chers                                        | ?         | -               | -           | ?         |
| 04/080     | Portrait robot                        | Sans titre - habiller un gendarme                          | ?         | ?               | N&B         | ?         |
| 04/081-084 | Le détective, c'est vous !            | Espionnage commercial                                      | ?         | C H S ???       | N&B         | ?         |
| 04/085     | Jeu d'ombres                          | Sans titre - Voleur quitte subrepticement                  | ?         | Gring           | N&B         | ?         |
| 04/086-087 | Grille fléchée                        | "Passons la monnaie" - France Le Lude 23                   | ?         | -               | -           | ?         |
| 04/088-089 | L'enquête de Ludo                     | Bombe à retardement                                        | ?         | Moallic         | N&B         | PG134     |
| 04/093     | Quand ils causent                     | Sans titre - Faudra pas aller                              | ?         | -               | -           | ?         |
| 04/094-095 | La chaîne                             | Sans titre - ?                                             | ?         | Gring           | N&B         | ?         |
| 04/096-099 | Test                                  | Pourriez-vous être un bon avocat ?                         | ?         | -               | -           | ?         |
| 04/100-101 | Énigme                                | six corsaires et leur capitaines                           | ?         | ?               | N&B         | ?         |
| 04/102     | Mini-énigme                           | Les pas                                                    | ?         | ?               | N&B         | ?         |
| 04/103     | Mini-énigme                           | Le café du port                                            | ?         | -               | -           | ?         |
| 04/104-105 | Grille fléchée                        | "En prison" - France Le Lude 24                            | ?         | -               | -           | ?         |
| 04/106-107 | L'enquête de Ludo                     | Le crime de Bovalont                                       | ?         | Moallic         | N&B         | PG135     |
| 04/108     | Dix traits                            | Sans titre - vedette de police                             | ?         | ?               | N&B         | ?         |
| 04/109     | Mini-énigme                           | Dans les étages                                            | ?         | -               | -           | ?         |
| 04/110     | Mini-énigme                           | Le costume du voisin                                       | ?         | -               | -           | ?         |
| 04/110     | Mini-énigme                           | Une fuite suspecte                                         | ?         | -               | -           | ?         |
| 04/110     | Mini-énigme                           | Indifférence                                               | ?         | -               | -           | ?         |
| 04/111-119 | Solutions des énigmes                 | Solutions des énigmes n°03                                 | ?         | ?               | N&B         | ?         |
| 04/120-129 | Solutions des énigmes                 | Solutions des énigmes n°04                                 | ?         | ?               | N&B         | ?         |
| 04/129     | Abonnement                            | Abonnement n°04                                            | ?         | ?               | N&B         | ?         |
| 05/003-004 | éditorial                             | éditorial n°05                                             | Roger Dal | -               | N&B         | ?         |
| 05/005     | Sommaire                              | Sommaire n°05                                              | ?         | -               | -           | ?         |
| 05/006     | Commande des précédents numéros       | Commande des précédents numéros n°05                       | ?         | -               | -           | ?         |
| 05/007-013 | Tout sur…                             | Alain Delon                                                | ?         | ?               | N&B         | ?         |
| 05/014-015 | Grille fléchée                        | Du côté de la loi - France Le Lude 25                      | ?         | -               | -           | ?         |
| 05/016-017 | L'enquête de Ludo                     | Pêche en eau trouble                                       | ?         | Moallic         | N&B         | PG148     |
| 05/018-025 | Maxitest                              | Vous et la loi                                             | ?         | Gring ?         | N&B         | ?         |
| 05/026-033 | Une enquête d'Archibald               | Les noces rouges                                           | Dimberton | Dimberton       | N&B         | ?         |
| 05/034-037 | Le détective mystère                  | Sans titre - ?                                             | ?         | Gring           | N&B         | ?         |
| 05/037     | Jeu d'ombres                          | Sans titre - Le mort bien vivant                           | ?         | Gring           | N&B         | ?         |
| 05/038-039 | Grille fléchée                        | Deux célébrités - France Le Lude 26                        | ?         | -               | -           | ?         |
| 05/040-041 | L'enquête de Ludo                     | Une erreur fatale                                          | ?         | Moallic         | N&B         | PG147     |
| 05/042-043 | La chaîne des indices                 | Sans titre - ?                                             | ?         | Gring           | N&B         | ?         |
| 05/044-050 | Professeur a.stuss                    | Les secrets des codes dévoilés                             | ?         | Gring           | N&B         | ?         |
| 05/051-056 | Le détective, c'est vous !            | Camping sauvage                                            | ?         | C H S ???       | N&B         | ?         |
| 05/057     | Portrait robot                        | Sans titre - Veilleur du guet                              | ?         | ?               | N&B         | ?         |
| 05/058-059 | Grille fléchée                        | évasion - France Le Lude 27                                | ?         | -               | -           | ?         |
| 05/060-061 | L'enquête de Ludo                     | Pluie d'automne                                            | ?         | Moallic         | N&B         | PG146     |
| 05/062-072 | Stim 33                               | Le piège de Saturne                                        | Gil Das   | Léo Becker      | N&B         | ?         |
| 05/073     | Énigmako                              | Sans titre - Raf Letout                                    | ?         | ?               | N&B         | ?         |
| 05/074-075 | Grille fléchée                        | Deux célébrités - France Le Lude 28                        | ?         | -               | -           | ?         |
| 05/076-077 | L'enquête de Ludo                     | Une affaire sordide                                        | ?         | Moallic         | N&B         | PG146     |
| 05/078-081 | Le jeu de l'humour et du hasard       | Sans titre - Des vols ou des méfaits                       | ?         | Gring           | N&B         | ?         |
| 05/082-083 | Énigme                                | L'autoroute                                                | ?         | Gring           | N&B         | ?         |
| 05/084-085 | Grille fléchée                        | Indices - France Le Lude 29                                | ?         | -               | -           | ?         |
| 05/086-087 | L'enquête de Ludo                     | Une histoire de barbus                                     | ?         | Moallic         | N&B         | PG139     |
| 05/088-089 | L'objet disparu                       | Sans titre - Le voleur a traversé le musée                 | ?         | Gring           | N&B         | ?         |
| 05/090     | Identification                        | Sans titre - Le motard                                     | ?         | ?               | N&B         | ?         |
| 05/091-096 | Le détective, c'est vous !            | Crime en mer                                               | ?         | C H S ???       | N&B         | ?         |
| 05/097     | Traces                                | Sans titre - dans les égouts                               | ?         | Gring           | N&B         | ?         |
| 05/098-099 | L'enquête de Ludo                     | Le suicide                                                 | ?         | Moallic         | N&B         | PG132     |
| 05/100-103 | Le détective mystère                  | Sans titre - ?                                             | ?         | Gring           | N&B         | ?         |
| 05/104-105 | Le bon sens                           | Sans titre - ?                                             | ?         | Gring           | N&B         | ?         |
| 05/106-107 | Grille fléchée                        | Pièges - France Le Lude 30                                 | ?         | -               | -           | ?         |
| 05/108-109 | L'enquête de Ludo                     | Un éléphant, ça trompe                                     | ?         | Moallic         | N&B         | PG131     |
| 05/110-111 | Énigme                                | Entomologie                                                | ?         | Gring           | N&B         | ?         |
| 05/112-113 | La chaîne des indices                 | Sans titre - ?                                             | ?         | Gring           | N&B         | ?         |
| 05/114-118 | Jeu primé                             | Mots les plus chers                                        | ?         | -               | -           | ?         |
| 05/119-129 | Solutions des énigmes                 | Solutions des énigmes n°05                                 | ?         | ?               | N&B         | ?         |
| 05/130     | Abonnement                            | abonnement n°05                                            | ?         | ?               | N&B         | ?         |
| 06/003-004 | éditorial                             | éditorial n°06                                             | Roger Dal | -               | N&B         | ?         |
| 06/005     | Sommaire                              | Sommaire n°06                                              | ?         | -               | -           | ?         |
| 06/006     | Commande des précédents numéros       | Commande des précédents numéros n°06                       | ?         | -               | -           | ?         |
| 06/007-012 | Tout sur…                             | Robert Stack                                               | ?         | ?               | N&B         | ?         |
| 06/013     | Portrait robot                        | Sans titre - ?                                             | ?         | ?               | N&B         | ?         |
| 06/014-015 | Grille fléchée                        | Un incorruptible - France Le Lude 31                       | ?         | -               | -           | ?         |
| 06/016-017 | L'enquête de Ludo                     | Vol dans l'express                                         | ?         | Moallic         | N&B         | PG130     |
| 06/018     | Les proverbes noyés                   | Sans titre - deux proverbes                                | ?         | Gring           | N&B         | ?         |
| 06/019-022 | Le jeu de l'humour et du hasard       | Sans titre - l'Angleterre                                  | ?         | Gring           | N&B         | ?         |
| 06/023-031 | Maxitest                              | Le baromètre de votre agressivité                          | ?         | Gring ?         | N&B         | ?         |
| 06/032-033 | Grille fléchée                        | Un acteur - France Le Lude 32                              | ?         | -               | -           | ?         |
| 06/034-035 | L'enquête de Ludo                     | Une troupe disparaît                                       | ?         | Moallic         | N&B         | PG130     |
| 06/036-043 | Une enquête d'Archibald               | Pension Émilie                                             | Dimberton | Dimberton       | N&B         | ?         |
| 06/044-047 | La vedette mystère                    | Sans titre - ?                                             | ?         | Gring + ?       | N&B         | ?         |
| 06/048     | Biftou                                | Aux armes citoyens !                                       | ?         | Gring           | N&B         | ?         |
| 06/049-053 | Professeur a.stuss                    | Les secrets des codes dévoilés                             | ?         | Gring           | N&B         | ?         |
| 06/054-055 | Grille fléchée                        | Trois auteurs - France Le Lude 33                          | ?         | -               | -           | ?         |
| 06/056-057 | L'enquête de Ludo                     | Attentat manqué                                            | ?         | Moallic         | N&B         | PG131     |
| 06/058-063 | Le détective, c'est vous !            | La malédiction du pharaon                                  | ?         | ????            | N&B         | ?         |
| 06/064-072 | Stim 33                               | Le double                                                  | Gil Das   | Léo Becker      | N&B         | ?         |
| 06/073     | Identification                        | Sans titre - L'agent de police de Londres                  | ?         | ?               | N&B         | ?         |
| 06/074-075 | Grille fléchée                        | Trois détectives - France Le Lude 34                       | ?         | -               | -           | ?         |
| 06/076-077 | L'enquête de Ludo                     | Vol à la tire                                              | ?         | Moallic         | N&B         | PG129     |
| 06/078-081 | La vedette mystère                    | Sans titre - ?                                             | ?         | Gring + ?       | N&B         | ?         |
| 06/082-086 | Jeu primé                             | Mots les plus chers                                        | ?         | Gring           | N&B         | ?         |
| 06/087     | Quand ils causent                     | Sans titre - Marco y sait pas ligoter                      | ?         | -               | -           | ?         |
| 06/088     | Ce que Ludo pense du jeu              | Puissance 4                                                | ?         | ?               | N&B         | ?         |
| 06/090-091 | Grille fléchée                        | Trois détectives - France Le Lude 35                       | ?         | -               | -           | ?         |
| 06/092-095 | L'enquête de Ludo                     | Le brevet volé                                             | ?         | Moallic         | N&B         | PG128     |
| 06/096     | Réflexoscope                          | Sans titre - Colombo                                       | ?         | -               | -           | ?         |
| 06/097-098 | Énigme                                | Le repas de peyiycoat lane                                 | ?         | Gring           | N&B         | ?         |
| 06/098-099 | Biftou                                | La pièce de l'avare                                        | ?         | Gring           | N&B         | ?         |
| 06/100     | La question mystère                   | Sans titres - Chiffres écrits                              | ?         | Gring           | N&B         | ?         |
| 06/101     | Mini-énigme                           | Les gentlemen du club                                      | ?         | -               | -           | ?         |
| 06/101     | Le mot mystère                        | Sans titre - coup et chocs                                 | ?         | -               | -           | ?         |
| 06/102-103 | Test                                  | Seriez-vous un bon juré ?                                  | ?         | Gring           | N&B         | ?         |
| 06/104-105 | Grille fléchée                        | Feu ! - France Le Lude 36                                  | ?         | -               | -           | ?         |
| 06-106-107 | L'enquête de Ludo                     | Les jumeaux                                                | ?         | Moallic         | N&B         | PG129     |
| 06/108-113 | Le détective, c'est vous !            | Le dernier verre                                           | ?         | ????            | N&B         | ?         |
| 06/113     | Énigme                                | John Poor et l'allumette                                   | ?         | Gring           | N&B         | ?         |
| 06/114-115 | L'enquête de Ludo                     | Cheval savant                                              | ?         | Moallic         | N&B         | PG128     |
| 06/116     | Biftou                                | Sans titre - carte tombée de la table                      | ?         | Gring           | N&B         | ?         |
| 06/117-118 | Lexique                               | Lexique n°06                                               | ?         | -               | -           | ?         |
| 06/119-129 | Solutions des énigmes                 | Solutions des énigmes n°05                                 | ?         | ?               | N&B         | ?         |
| 06/130     | Abonnement                            | Abonnement n°06                                            | ?         | ?               | N&B         | ?         |
| 06/131     | note de Roger Dal                     | Annonce du téléviseur couleur                              | ?         | -               | -           | ?         |
| 07/003-004 | éditorial                             | éditorial n°07                                             | Roger Dal | -               | N&B         | ?         |
| 07/005     | Sommaire                              | Sommaire n°07                                              | ?         | -               | -           | ?         |
| 07/006     | Commande des précédents numéros       | Commande des précédents numéros n°07                       | ?         | -               | -           | ?         |
| 07/007-011 | Tout sur…                             | Claudde Braseur                                            | ?         | ?               | N&B         | ?         |
| 07/012-013 | Grille fléchée                        | Sans titre - France Le Lude 37                             | ?         | -               | -           | ?         |
| 07/014-015 | L'enquête de Ludo                     | Numéro raté                                                | ?         | Moallic         | N&B         | PG124     |
| 07/016     | Portrait robot                        | Sans titre - tout nu                                       | ?         | ?               | N&B         | ?         |
| 07/017-025 | Maxitest                              | La vie va-t-elle trop vite pour vous                       | ?         | Gring ?         | N&B         | ?         |
| 07/026     | Identification                        | Sans titre - Julius le gladiateur                          | ?         | ?               | N&B         | ?         |
| 07/027-028 | Cinégramme                            | Sans titre - privés de leur décor                          | ?         | Gring           | N&B         | ?         |
| 07/028     | Mini-énigme                           | Le duel écossais                                           | ?         | -               | -           | ?         |
| 07/029-036 | Une enquête d'Archibald               | Huaquero                                                   | Dimberton | Dimberton       | N&B         | ?         |
| 07/037     | Énigme                                | La victime, le témoin et le criminel                       | ?         | Gring           | N&B         | ?         |
| 07/038-039 | Grille fléchée                        | Sans titre - France Le Lude 38                             | ?         | -               | -           | ?         |
| 07/040-041 | L'enquête de Ludo                     | Amateurs d'art                                             | ?         | Moallic         | N&B         | PG124     |
| 07/042     | Jeu d'ombres                          | L'ombre du somnambule                                      | ?         | Gring           | N&B         | ?         |
| 07/043-045 | La vedette mystère                    | Sans titre - ?                                             | ?         | Gring + ?       | N&B         | ?         |
| 07/046     | Mini-énigme                           | Crise de foi                                               | ?         | Gring           | N&B         | ?         |
| 07/047-050 | Jeu concours                          | Gagnez une télé couleur sans le moindre effort             | ?         | ?               | N&B         | ?         |
| 07/051-055 | Le détective, c'est vous !            | Meurtre par l'atome                                        | ?         | ????            | N&B         | ?         |
| 07/056-064 | Stim 33                               | La boite blanche                                           | Gil Das   | Léo Becker      | N&B         | ?         |
| 07/065     | Biftou                                | Sans titre - Géolier                                       | ?         | Gring           | N&B         | ?         |
| 07/066-067 | Grille fléchée                        | Sans titre - France Le Lude 39                             | ?         | -               | -           | ?         |
| 07/068-069 | L'enquête de Ludo                     | Suicide au gaz                                             | ?         | Moallic         | N&B         | PG125     |
| 07/070-071 | L'objet disparu                       | Hold-up chez l'épicière                                    | ?         | Gring           | N&B         | ?         |
| 07/072-076 | Le jeu de l'humour et du hasard       | Dans le monde des espions                                  | ?         | Gring           | N&B         | ?         |
| 07/077-081 | Jeu primé                             | Mots les plus chers                                        | ?         | Gring           | N&B         | ?         |
| 07/082-083 | Ce que Ludo pense du jeu              | Pièges                                                     | ?         | ?               | N&B         | ?         |
| 07/084-085 | Grille fléchée                        | Sans titre - France Le Lude 40                             | ?         | -               | -           | ?         |
| 07/086-087 | L'enquête de Ludo                     | Une chute inexplicable                                     | ?         | Moallic         | N&B         | PG125     |
| 07/088-091 | La vedette mystère                    | Sans titre - ?                                             | ?         | Gring + ?       | N&B         | ?         |
| 07/092-093 | Quand ils causent                     | Sans titre - Arrête ton charre                             | ?         | Gring           | N&B         | ?         |
| 07/093     | Mini-énigme                           | La roue perdue                                             | ?         | -               | -           | ?         |
| 07/094-095 | Judokas                               | Sans titre - 15 combats de judo                            | ?         | Gring           | N&B         | ?         |
| 07/094     | Mini-énigme                           | En vitesse                                                 | ?         | Gring           | N&B         | ?         |
| 07/096-097 | Grille fléchée                        | Sans titre - France Le Lude 41                             | ?         | -               | -           | ?         |
| 07/098-099 | L'enquête de Ludo                     | La topaze de la marquise                                   | ?         | Moallic         | N&B         | PG126     |
| 07/100-105 | Professeur a.stuss                    | Les secrets des codes dévoilés                             | ?         | Gring           | N&B         | ?         |
| 07/106-111 | Le détective, c'est vous !            | Crime et l'or noir                                         | ?         | ????            | N&B         | ?         |
| 07/112-113 | Grille fléchée                        | Sans titre - France Le Lude 42                             | ?         | -               | -           | ?         |
| 07/114-115 | L'enquête de Ludo                     | Plume volée                                                | ?         | Moallic         | N&B         | PG126     |
| 07/116     | Anomalies                             | Le grenier aux anomalies                                   | ?         | Gring           | N&B         | ?         |
| 07/117-118 | Lexique                               | Lexique n°07                                               | ?         | -               | -           | ?         |
| 07/119     | Abonnement                            | abonnement n°07                                            | ?         | ?               | N&B         | ?         |
| 07/120     | Solution des grilles des mots fléchés | Solution des grilles des mots fléchés n°07                 | ?         | -               | -           | ?         |
| 07/121-129 | Solutions des énigmes                 | Solutions des énigmes n°05                                 | ?         | ?               | N&B         | ?         |
| 08/003-004 | éditorial                             | éditorial n°08                                             | Roger Dal | -               | N&B         | ?         |
| 08/005     | Sommaire                              | Sommaire n°08                                              | ?         | -               | -           | ?         |
| 08/006     | Commande des précédents numéros       | Commande des précédents numéros n°08                       | ?         | -               | -           | ?         |
| 08/007-013 | Tout sur…                             | Tony Curtis                                                | ?         | Gring           | N&B         | ?         |
| 08/013     | Portrait robot                        | Sans titre - détective                                     | ?         | ?               | N&B         | ?         |
| 08/014-015 | Grille fléchée                        | Sans titre - France Le Lude 43                             | ?         | -               | -           | ?         |
| 08/016-017 | L'enquête de Ludo                     | L’oiseau s’est envolé                                      | ?         | Moallic         | N&B         | PG121/604 |
| 08/018-020 | Test                                  | Êtes-vous physionomiste ?                                  | ?         | Gring           | N&B         | ?         |
| 08/021-028 | Qui ? Que ? Quoi ?                    | Méli-Mélo drame                                            | ?         | Gring + ?       | N&B         | ?         |
| 08/029-030 | Le double jeu                         | Du voleur du diamant bleu                                  | ?         | ?               | -           | ?         |
| 08/030     | Mini-énigme                           | Le débutant                                                | ?         | -               | -           | ?         |
| 08/031-038 | Une enquête d'Archibald               | Les 3 villas                                               | Dimberton | Dimberton       | N&B         | ?         |
| 08/039     | Identification                        | Sans titre - Le forçat                                     | ?         | ?               | N&B         | ?         |
| 08/040-041 | Grille fléchée                        | Sans titre - France Le Lude 44                             | ?         | -               | -           | ?         |
| 08/042-043 | L'enquête de Ludo                     | Faux témoin                                                | ?         | Moallic         | N&B         | PG121     |
| 08/044     | Quand ils causent                     | Sans titre - Faut pas avoir les chocotes                   | ?         | -               | -           | ?         |
| 08/045-048 | La vedette mystère                    | Sans titre - ?                                             | ?         | Gring + ?       | N&B         | ?         |
| 08/046     | Mini-énigme                           | La mendiante exaucée                                       | ?         | -               | -           | ?         |
| 08/050-051 | Casse-tête                            | La partie de cartes                                        | ?         | Gring           | N&B         | ?         |
| 08/052-057 | Le détective, c'est vous !            | Mort d'un fantôme                                          | ?         | ????            | N&B         | ?         |
| 08/058     | Devinette                             | La boite à bijoux                                          | ?         | -               | -           | ?         |
| 08/058     | Mini-énigme                           | Histoire de chien                                          | ?         | -               | -           | ?         |
| 08/059-062 | Le jeu de l'humour et du hasard       | Sans titre - douze scènes de vol                           | ?         | Gring           | N&B         | ?         |
| 08/063     | Ce que Ludo pense du jeu              | Merlin                                                     | ?         | ?               | N&B         | ?         |
| 08/064-065 | Grille fléchée                        | Sans titre - France Le Lude 45                             | ?         | -               | -           | ?         |
| 08/066-067 | L'enquête de Ludo                     | Un petit farceur                                           | ?         | Moallic         | N&B         | PG123     |
| 08/068-076 | Stim 33                               | Antunix                                                    | Gil Das   | Léo Becker      | N&B         | ?         |
| 08/076     | Mini-énigme                           | Un cri dans la nuit                                        | ?         | -               | -           | ?         |
| 08/076-077 | Labyrinthe                            | Le vieux casseur dans le labyrinthe                        | ?         | Gring           | N&B         | ?         |
| 08/078-083 | Jeu primé                             | Mots les plus chers                                        | ?         | Gring           | N&B         | ?         |
| 08/084-085 | Grille fléchée                        | Sans titre - France Le Lude 46                             | ?         | -               | -           | ?         |
| 08/086-087 | L'enquête de Ludo                     | Panne subite                                               | ?         | Moallic         | N&B         | PG123     |
| 08/088-089 | Biftou                                | Au commisariat de police                                   | ?         | Gring           | N&B         | ?         |
| 08/090     | La phrase noyée                       | Sans titre - ?                                             | ?         | Gring           | N&B         | ?         |
| 08/091-094 | La vedette mystère                    | Sans titre - ?                                             | ?         | Gring + ?       | N&B         | ?         |
| 08/094     | Mini-énigme                           | Le quatuor                                                 | ?         | -               | -           | ?         |
| 08/095-101 | Professeur a.stuss                    | Les secrets des codes dévoilés                             | ?         | Gring           | N&B         | ?         |
| 08/102-103 | Grille fléchée                        | Sans titre - France Le Lude 47                             | ?         | -               | -           | ?         |
| 08/104-015 | L'enquête de Ludo                     | Drôle de paquet                                            | ?         | Moallic         | N&B         | PG127     |
| 08/106-111 | Le détective, c'est vous !            | Mort sur le marbre                                         | ?         | ????            | N&B         | ?         |
| 08/112-113 | Grille fléchée                        | Sans titre - France Le Lude 48                             | ?         | -               | -           | ?         |
| 08/114-115 | L'enquête de Ludo                     | Le traître                                                 | ?         | Moallic         | N&B         | PG122     |
| 08/116     | Judokas                               | Sans titre - trouver 6 erreurs                             | ?         | Gring           | N&B         | ?         |
| 08/117-118 | Léxique des grilles des mots fléchés  | Léxique des grilles des mots fléchés n°08                  | ?         | -               | -           | ?         |
| 08/119     | Solution des grilles des mots fléchés | Solution des grilles des mots fléchés n°08                 | ?         | -               | -           | ?         |
| 08/120-130 | Solutions des énigmes                 | Solutions des énigmes n°08                                 | ?         | ?               | N&B         | ?         |
| 09/003-004 | éditorial                             | éditorial                                                  | Roger Dal | -               | -           | -         |
| 09/005     | Sommaire                              | Sommaire n°09                                              | ?         | -               | -           | ?         |
| 09/006     | résultat du concours c'est ma fenêtre | Un merveilleux voyage de Saint-Paul de Vence à Carcassonne |           | -               | -           | -         |
| 09/007-013 | Tout sur…                             | Colombo                                                    | ?         | Gring           | N&B         | ?         |
| 09/013     | Mini-énigme                           | Le repas de Dupont                                         | ?         | -               | -           | ?         |
| 09/014-015 | Grille fléchée                        | Sans titre - France Le Lude 49                             | ?         | -               | -           | ?         |
| 09/016-017 | L'enquête de Ludo                     | Une pièce rarissime                                        | ?         | Moallic         | N&B         | PG119     |
| 09/018     | Énigme                                | L'héritage                                                 | ?         | Gring           | N&B         | ?         |
| 09/019-026 | Une enquête de Jim Frost              | L'accident                                                 | Gil Das   | Léo Becker      | N&B         | ?         |
| 09/027-029 | Test                                  | 25 questions pour savoir si vous seriez un bon fouineur    | ?         | Gring           | N&B         | ?         |
| 09/030-031 | Grille fléchée                        | Sans titre - France Le Lude 50                             | ?         | -               | -           | ?         |
| 09/032-033 | L'enquête de Ludo                     | Délit de fuite                                             | ?         | Moallic         | N&B         | PG120     |
| 09/034-039 | Les énigmes de nos lecteurs           | Les énigmes de nos lecteurs n°09                           | -         | -               | -           | -         |
| 09/040-043 | Le jeu de l'humour et du hasard       | la police de la route                                      | ?         | Gring           | N&B         | ?         |
| 09/043     | Mini-énigme                           | Curieuse rencontre                                         | ?         | -               | -           | ?         |
| 09/044-045 | Ce que Ludo pense de                  | Canon noir                                                 | ?         | Gring           | N&B         | ?         |
| 09/046-048 | La vedette mystère                    | Sans titre - ?                                             | ?         | Gring + ?       | N&B         | ?         |
| 09/048     | Mini-énigme                           | L'aubergiste obligeant                                     | ?         | -               | -           | ?         |
| 09/049-056 | Une enquête d'Archibald               | Archibald au Louvre                                        | Dimberton | Dimberton       | N&B         | ?         |
| 09/057     | La phrase noyée                       | Les confessions de Rousseau                                | ?         | Gring + ?       | N&B         | ?         |
| 09/058-059 | Grille fléchée                        | Sans titre - France Le Lude 51                             | ?         | -               | -           | ?         |
| 09/060-061 | L'enquête de Ludo                     | Du travail de spécialiste                                  | ?         | Moallic         | N&B         | PG119     |
| 09/062-067 | Le détective, c'est vous !            | La maison sous la neige                                    | ?         | ????            | N&B         | ?         |
| 09/068     | Énigme                                | Le vol dans la roulotte                                    | ?         | Gring           | N&B         | ?         |
| 09/069-079 | Stim 33                               | Marée verte                                                | Gil Das   | Léo Becker      | N&B         | ?         |
| 09/080-081 | Grille fléchée                        | Sans titre - France Le Lude 52                             | ?         | -               | -           | ?         |
| 09/082-083 | L'enquête de Ludo                     | Les jumeaux                                                | ?         | Moallic         | N&B         | PG117     |
| 09/084-085 | Énigme                                | Un contrôle très difficile                                 | ?         | Gring           | N&B         | ?         |
| 09/086-088 | La vedette mystère                    | Sans titre - ?                                             | ?         | Gring + ?       | N&B         | ?         |
| 09/089     | Biftou                                | Jeux sur les jeux                                          | ?         | Gring           | N&B         | ?         |
| 09/090-091 | L'objet disparu                       | Jeux en frontières                                         | ?         | Gring           | N&B         | ?         |
| 09/092     | Quand ils causent                     | Question d'artiche                                         | ?         | -               | -           | ?         |
| 09/093     | Identification                        | Le bandit qu'il faut arrêter                               | ?         | ?               | ?           | ?         |
| 09/094-095 | Grille fléchée                        | Sans titre - France Le Lude 53                             | ?         | -               | -           | ?         |
| 09/096-097 | L'enquête de Ludo                     | Une petite erreur                                          | ?         | Moallic         | N&B         | PG117     |
| 09/098-099 | Énigme                                | énigme à l'arrivée                                         | ?         | ?               | N&B         | ?         |
| 09/099     | Mini-énigme                           | Permis de conduire                                         | ?         | -               | -           | ?         |
| 09/100-105 | Le détective, c'est vous !            | Meurtre à Topkapi                                          | ?         | ????            | N&B         | ?         |
| 09/106     | Énigme                                | Les cinq auberges                                          | ?         | -               | -           | ?         |
| 09/107     | Portrait robot                        | Cow-boy                                                    | ?         | ????            | N&B         | ?         |
| 09/108-109 | Grille fléchée                        | Sans titre - France Le Lude 54                             | ?         | -               | -           | ?         |
| 09/110-111 | L'enquête de Ludo                     | Halte à la douane                                          | ?         | Moallic         | N&B         | PG116     |
| 09/112-113 | Professeur a.stuss                    | Sans titre - Cinéma                                        | ?         | Gring           | N&B         | ?         |
| 09/112     | Mini-énigme                           | Message chiffré                                            | ?         | ?               | N&B         | ?         |
| 09/114     | anomalies                             | Holdupanomalies                                            | ?         | Gring           | N&B         | ?         |
| 09/115     | Devinette                             | La main de Marguerite                                      | ?         | -               | -           | ?         |
| 09/115     | Mini-énigme                           | Divination                                                 | ?         | ?               | N&B         | ?         |
| 09/116-117 | Coïncidence                           | Sans titre - fabricant de faux billets                     | ?         | Gring           | N&B         | ?         |
| 09/118     | Proverbes noyés                       | Sans titre - L'argent                                      | ?         | Gring           | N&B         | ?         |
| 09/119     | Léxique des grilles des mots fléchés  | Léxique des grilles des mots fléchés n°09                  | ?         | -               | -           | ?         |
| 09/120     | Solution des grilles des mots fléchés | Solution des grilles des mots fléchés n°09                 | ?         | -               | -           | ?         |
| 09/121     | Commande des précédents numéros       | Commande des précédents numéros n°09                       | ?         | -               | -           | ?         |
| 09/122     | Abonnement                            | Abonnement n°09                                            | ?         | ?               | N&B         | ?         |
| 09/123-130 | Solutions des énigmes                 | Solutions des énigmes n°09                                 | ?         | ?               | N&B         | ?         |
| 10/003-004 | éditorial                             | éditorial n°10                                             | Roger Dal | -               | N&B         | ?         |
| 10/005     | Sommaire                              | Sommaire n°10                                              | ?         | -               | -           | ?         |
| 10/006     | Commande des précédents numéros       | Commande des précédents numéros n°10                       | ?         | -               | -           | ?         |
| 10/007-013 | Tout sur…                             | Paul Newman                                                | ?         | Pévé ???        | N&B         | ?         |
| 10/014-015 | Grille fléchée                        | Fraude fiscale - France Le Lude 55                         | ?         | -               | -           | ?         |
| 10/016-017 | L'enquête de Ludo                     | Un message accusateur                                      | ?         | Moallic         | N&B         | PG115     |
| 10/018     | Portrait robot                        | Sans titre                                                 | ?         | Gring           | N&B         | ?         |
| 10/019-024 | Test                                  | Mannix, Elliot Ness, Maigret et Colombo                    | ?         | Gring           | N&B         | ?         |
| 10/025     | Biftou                                | Le double jeu de l'évadé                                   | ?         | Gring           | N&B         | ?         |
| 10/026     | Énigme                                | Sur la piste                                               | ?         | Gring           | N&B         | ?         |
| 10/027-034 | Une enquête de Jim Frost              | Histoire de neige                                          | Gil Das   | Léo Becker      | N&B         | ?         |
| 10/035     | anomalies                             | Sans titre - qu'il se pende après un bon repas             | ?         | Gring           | N&B         | ?         |
| 10/035     | Message codé                          | Sans titre - ce que dit l'agent de polide                  | ?         | Gring           | N&B         | ?         |
| 10/036-037 | Grille fléchée                        | Pièges policiers - France Le Lude 56                       | ?         | -               | -           | ?         |
| 10/038-039 | L'enquête de Ludo                     | Le pneu crevé                                              | ?         | Moallic         | N&B         | PG115     |
| 10/040-042 | La vedette mystère                    | Sans titre - ?                                             | ?         | Gring + ?       | N&B         | ?         |
| 10/042-043 | Énigme                                | Sauvetage manqué                                           | ?         | Gring           | N&B         | ?         |
| 10/044-048 | Jeu primé                             | Les détectives en cage                                     | ?         | -               | -           | ?         |
| 10/049     | Différences                           | Le film des ombres                                         | ?         | Gring           | N&B         | ?         |
| 10/050-051 | Bulles                                | Cambriolage a bulles                                       | ?         | Gring           | N&B         | ?         |
| 10/052-058 | Le détective, c'est vous !            | Le crime de l'autoroute                                    | ?         | ?               | N&B         | ?         |
| 10/059     | La phrase noyée                       | La réponse de Cartouche                                    | ?         | Gring           | N&B         | ?         |
| 10/060-061 | Grille fléchée                        | Geoles - France Le Lude 57                                 | ?         | -               | -           | ?         |
| 10/062-065 | L'enquête de Ludo                     | A l'assassin !                                             | ?         | Moallic         | N&B         | PG111     |
| 10/066-068 | Énigme                                | L'énigme d'un lecteur                                      | ?         | Gring           | N&B         | ?         |
| 10/069-076 | Une enquête d'Archibald               | X2                                                         | Dimberton | Dimberton       | N&B         | ?         |
| 10/077     | Énigme                                | Arrêtez l'acrobate                                         | ?         | Gring           | N&B         | ?         |
| 10/078-079 | Grille fléchée                        | Contrebande - France Le Lude 58                            | ?         | -               | -           | ?         |
| 10/080-081 | L'enquête de Ludo                     | Une sombre histoire                                        | ?         | Moallic         | N&B         | PG114     |
| 10/082     | Quand ils causent                     | Aboule, ton oseille, mec !                                 | ?         | -               | -           | ?         |
| 10/083-090 | Stim 33                               | Les mutants de Minerve                                     | Gil Das   | Léo Becker      | N&B         | ?         |
| 10/091-093 | Énigme                                | Snark reste dans les toiles                                | ?         | Gring           | N&B         | ?         |
| 10/094-095 | Grille fléchée                        | Pièges - France Le Lude 59                                 | ?         | -               | -           | ?         |
| 10/096-097 | L'enquête de Ludo                     | Travail de débutant                                        | ?         | Moallic         | N&B         | PG114     |
| 10/098-099 | Reportage                             | Bruno Bernière                                             | ?         | -               | -           | ?         |
| 10/100-101 | La vedette mystère                    | Sans titre - ?                                             | ?         | Gring + ?       | N&B         | ?         |
| 10/102-105 | Le jeu de l'humour et du hasard       | Droles de prisons                                          | ?         | Gring           | N&B         | ?         |
| 10/106-112 | Le détective, c'est vous !            | Le P.D.G. assassiné                                        | ?         | ?               | N&B         | ?         |
| 10/113     | Anomalies                             | S'il vous plaît, monsieur l'agent ?                        | ?         | Gring           | N&B         | ?         |
| 10/114-115 | Grille fléchée                        | Contrebande pyréenne - France Le Lude 60                   | ?         | -               | -           | ?         |
| 10/116-117 | L'enquête de Ludo                     | Contrebande                                                | ?         | Moallic         | N&B         | PG113     |
| 10/118     | Identification                        | Sans titre - Le mousquetaire                               | ?         | ?               | N&B         | ?         |
| 10/119     | Léxique des grilles des mots fléchés  | Léxique des grilles des mots fléchés n°10                  | ?         | -               | -           | ?         |
| 10/120     | Solution des grilles des mots fléchés | Solution des grilles des mots fléchés n°10                 | ?         | -               | -           | ?         |
| 10/121     | Abonnement                            | Abonnement n°10                                            | ?         | ?               | N&B         | ?         |
| 10/122-129 | Solutions des énigmes                 | Solutions des énigmes n°10                                 | ?         | ?               | N&B         | ?         |
| 11/003-004 | éditorial                             | éditorial n°11                                             | Roger Dal | -               | N&B         | ?         |
| 11/005     | Sommaire                              | Sommaire n°11                                              | ?         | -               | -           | ?         |
| 11/006     | Commande des précédents numéros       | Commande des précédents numéros n°11                       | ?         | -               | -           | ?         |
| 11/007-014 | Tout sur…                             | Yves Montand                                               | ?         | ?               | N&B         | ?         |
| 11/015     | Identification                        | Sans titre - bonhomme recherché par la police              | ?         | ?               | N&B         | ?         |
| 11/016-017 | Grille fléchée                        | Hitchkock - France Le Lude 61                              | ?         | -               | -           | ?         |
| 11/018-019 | L'enquête de Ludo                     | Trafic d'or                                                | ?         | Moallic         | N&B         | PG109     |
| 11/020-022 | Maxitest                              | Renvoyez-vous l'ascenseur ?                                | ?         | -               | -           | ?         |
| 11/023     | Quand ils causent                     | Sans titre - becqueter pour pas un flèche                  | ?         | -               | -           | ?         |
| 11/024     | Biftou                                | Le biftou des onomatopés                                   | ?         | Gring           | N&B         | ?         |
| 11/025-032 | Une enquête de Jim Frost              | Les marchés de provence                                    | Gil Das   | Léo Becker      | N&B         | ?         |
| 11/033     | anomalies                             | Sans titre - En dehors du fait                             | ?         | Gring           | N&B         | ?         |
| 11/034-035 | Grille fléchée                        | évasions - France Le Lude 62                               | ?         | -               | -           | ?         |
| 11/036-037 | L'enquête de Ludo                     | Joe le muet                                                | ?         | Moallic         | N&B         | PG108     |
| 11/038     | phrase noyée                          | L'aveugle et la dame                                       | ?         | Gring           | N&B         | ?         |
| 11/039-041 | La vedette mystère                    | Sans titre                                                 | ?         | Gring           | N&B         | ?         |
| 11/041     | Mini-énigme                           | Appétit                                                    | ?         | -               | -           | ?         |
| 11/042-047 | Jeu primé                             | Les auteurs en cage                                        | ?         | -               | -           | ?         |
| 11/048-053 | Le détective c'est vous               | Le bandit sans visage                                      | ?         | -               | -           | ?         |
| 11/054-055 | Grille fléchée                        | Professionnels du risque - France Le Lude 63               | ?         | -               | -           | ?         |
| 11/056-057 | L'enquête de Ludo                     | Le trésor                                                  | ?         | Moallic         | N&B         | PG110     |
| 11/058-059 | Ludo a testé un nouveau jeu           | Amusez-vous avec Garcimore                                 | ?         | -               | -           | ?         |
| 11/060-064 | télé séries                           | Crime au studio                                            | ?         | Gring           | N&B         | ?         |
| 11/065-072 | Une enquête d'Archibald               | La voyante n'a rien vu                                     | Dimberton | Dimberton       | N&B         | ?         |
| 11/073     | Énigme                                | Sans titre - Douze maison                                  | ?         | Gring           | N&B         | ?         |
| 11/073     | Mini-énigme                           | Une bouteille à la mer                                     | ?         | -               | -           | ?         |
| 11/074-075 | Grille fléchée                        | Signes distinctifs - France Le Lude 64                     | ?         | -               | -           | ?         |
| 11/076-077 | L'enquête de Ludo                     | Tempête en mer                                             | ?         | Moallic         | N&B         | PG114     |
| 11/078     | Différences                           | Rien ne sert de courir                                     | ?         | Moallic         | N&B         | ?         |
| 11/079-086 | Stim 33                               | Mutations en série                                         | Gil Das   | Léo Becker      | N&B         | ?         |
| 11/087     | Labyrinthe                            | Sans titre - Aidez Ludo à trouver le chemin                | ?         | Moallic ?       | N&B         | ?         |
| 11/088-089 | L'objet disparu                       | Sans titre - Le cambrioleur est rentré dans la cuisine     | ?         | Gring           | N&B         | ?         |
| 11/090-091 | Grille fléchée                        | Surveillance - France Le Lude 65                           | ?         | -               | -           | ?         |
| 11/092-093 | L'enquête de Ludo                     | Filature réussi                                            | ?         | Moallic         | N&B         | PG104     |
| 11/094     | Portrait robot                        | Sans titre                                                 | ?         | -               | -           | ?         |
| 11/094     | Mini-énigme                           | La bête curieuse                                           | ?         | -               | -           | ?         |
| 11/095-097 | La vedette mystère                    | Sans titre                                                 | ?         | Gring + ?       | N&B         | ?         |
| 11/097     | Mini-énigme                           | Absolument nécessaire                                      | ?         | -               | -           | ?         |
| 11/098-099 | Anomalies                             | Le voleur connaît la musique                               | ?         | Gring           | N&B         | ?         |
| 11/100-105 | Le détective, c'est vous !            | Projection et projectile                                   | ?         | ?               | N&B         | ?         |
| 11/106-110 | Le jeu de l'humour et du hasard       | Sans titre - chiens policiers                              | ?         | Gring           | N&B         | ?         |
| 11/111     | L'objet caché                         | L'attaque de la diligence                                  | ?         | ?               | N&B         | ?         |
| 11/112-113 | Test                                  | Les nerfs solides                                          | ?         | -               | -           | ?         |
| 11/114-115 | Grille fléchée                        | Différences - France Le Lude 66                            | ?         | -               | -           | ?         |
| 11/116-117 | L'enquête de Ludo                     | Le testament                                               | ?         | Moallic         | N&B         | PG106     |
| 11/118     | Solution des grilles des mots fléchés | Solution des grilles des mots fléchés n°11                 | ?         | -               | -           | ?         |
| 11/119-120 | Lexique                               | Lexique n°11                                               | ?         | -               | -           | ?         |
| 11/120     | Mini-énigme                           | Histoires de familles                                      | ?         | -               | -           | ?         |
| 11/121     | Abonnement                            | Abonnement n°11                                            | ?         | ?               | N&B         | ?         |
| 11/122-129 | Solutions des énigmes                 | Solutions des énigmes n°11                                 | ?         | ?               | N&B         | ?         |
| 12/003-004 | éditorial                             | éditorial n°12                                             | Roger Dal | -               | N&B         | ?         |
| 12/005     | Sommaire                              | Sommaire n°12                                              | ?         | -               | -           | ?         |
| 12/006     | Commande des précédents numéros       | Commande des précédents numéros n°12                       | ?         | -               | -           | ?         |
| 12/007-012 | Tout sur…                             | Georges Descrières                                         | ?         | -               | -           | ?         |
| 12/013     | Biftou                                | En douane                                                  | ?         | Gring           | N&B         | ?         |
| 12/014-015 | Grille fléchée                        | Victimes - France Le Lude 67                               | ?         | -               | -           | ?         |
| 12/016-017 | L'enquête de Ludo                     | L'attentat manqué                                          | ?         | Moallic         | N&B         | PG098     |
| 12/018-020 | Test                                  | Avez-vous du ressort ?                                     | ?         | Gring           | N&B         | ?         |
| 12/021     | Casse-tête                            | Le nid d'espion                                            | ?         | -               | -           | ?         |
| 12/022-029 | Qui ? Que ? Quoi ?                    | Méli-Mélo drame                                            | ?         | ?               | N&B         | ?         |
| 12/030-031 | Grille fléchée                        | Habitat - France Le Lude 68                                | ?         | -               | -           | ?         |
| 12/032-033 | L'enquête de Ludo                     | Le bandit masqué                                           | ?         | Moallic         | N&B         | PG102     |
| 12/034     | Identification                        | L'affaire des poisons                                      | ?         | ?               | N&B         | ?         |
| 12/035-042 | Une enquête de Jim Frost              | Les pillards d'épaves                                      | Gil Das   | Léo Becker      | N&B         | ?         |
| 12/043     | Phrase noyée                          | L'évadé                                                    | ?         | Gring           | N&B         | ?         |
| 12/044-045 | La vedette mystère                    | Sans titre                                                 | ?         | Gring + ?       | N&B         | ?         |
| 12/046-047 | Grille fléchée                        | Escrocs - France Le Lude 69                                | ?         | -               | -           | ?         |
| 12/048-049 | L'enquête de Ludo                     | Vol de nuit                                                | ?         | Moallic         | N&B         | PG101     |
| 12/050-053 | Jeu primé                             | Parfait détective                                          | ?         | -               | -           | ?         |
| 12/057     | Quand ils causent                     | Sans titre - Les poulagas ont entravé la coupure           | ?         | -               | -           | ?         |
| 12/058-063 | Le détective, c'est vous !            | Meurtre dans le cimetière d'autos                          | ?         | ?               | N&B         | ?         |
| 12/064     | Proverbes noyés                       | Sans titre - Jamais                                        | ?         | ?               | N&B         | ?         |
| 12/065     | Bulles                                | Gangs a bulles                                             | ?         | Gring           | N&B         | ?         |
| 12/066-067 | Grille fléchée                        | Far west - France Le Lude 70                               | ?         | -               | -           | ?         |
| 12/068-069 | L'enquête de Ludo                     | Et que ça saute …                                          | ?         | Moallic         | N&B         | PG101     |
| 12/070-072 | Énigme                                | La statuette                                               | ?         | Gring           | N&B         | ?         |
| 12/073-080 | Une enquête d'Archibald               | Meurtre                                                    | Dimberton | Dimberton       | N&B         | ?         |
| 12/081     | Faire mouche                          | Sans titre                                                 | ?         | ?               | N&B         | ?         |
| 12/082-083 | Grille fléchée                        | Far west - France Le Lude 71                               | ?         | -               | -           | ?         |
| 12/084-085 | L'enquête de Ludo                     | La vérité sort du puits                                    | ?         | Moallic         | N&B         | PG100     |
| 12/086-088 | La vedette mystère                    | Sans titre                                                 | ?         | Gring           | N&B         | ?         |
| 12/088-090 | Énigme                                | La voix d'outre tombe                                      | ?         | Gring           | N&B         | ?         |
| 12/091-101 | Stim 33                               | Le corsaire de l'espace                                    | Gil Das   | Léo Becker      | N&B         | ?         |
| 12/101     | Message déchiré                       | Sans titre                                                 | ?         | ?               | N&B         | ?         |
| 12/102-108 | Le détective, c'est vous !            | Crime dans l'espace                                        | ?         | ?               | N&B         | ?         |
| 12/109     | Il faut le faire                      | Sans titre                                                 | ?         | Moallic + Gring | N&B         | ?         |
| 12/110-113 | Le jeu de l'humour et du hasard       | Sans titre - Douze proverbes                               | ?         | Gring           | N&B         | ?         |
| 12/114-115 | Grille fléchée                        | Far west - France Le Lude 72                               | ?         | -               | -           | ?         |
| 12/116-119 | L'enquête de Ludo                     | Messieurs les monte-en-l'air                               | ?         | Moallic         | N&B         | PG099     |
| 12/120     | Solution des grilles des mots fléchés | Solution des grilles des mots fléchés n°12                 | ?         | -               | -           | ?         |
| 12/121     | Abonnement                            | Abonnement n°12                                            | ?         | ?               | N&B         | ?         |
| 12/122-129 | Solutions des énigmes                 | Solutions des énigmes n°12                                 | ?         | ?               | N&B         | ?         |
| 13/003-004 | éditorial                             | éditorial n°13                                             | Roger Dal | -               | N&B         | ?         |
| 13/005     | Sommaire                              | Sommaire n°13                                              | ?         | -               | -           | ?         |
| 13/006     | Commande des précédents numéros       | Commande des précédents numéros n°13                       | ?         | -               | -           | ?         |
| 13/007-014 | Tout sur…                             | Kirk Douglas                                               | ?         | ?               | N&B         | ?         |
| 13/015     | Bonne route                           | Sans titre - Impossible                                    | ?         | Gring           | N&B         | ?         |
| 13/016-017 | Grille fléchée                        | Maisons - France Le Lude 73                                | ?         | -               | -           | ?         |
| 13/018-019 | L'enquête de Ludo                     | Guerre aux bandits                                         | ?         | Moallic         | N&B         | PG096     |
| 13/020-025 | Maxitest                              | Comment vous "portez" vous ?                               | ?         | Gring           | -           | ?         |
| 13/026     | Énigme                                | Les voleurs ne sont pas d'accord                           | ?         | ?               | N&B         | ?         |
| 13/027-034 | Une enquête d'Archibald               | 5 suspects pour 1 coupable                                 | Dimberton | Dimberton       | N&B         | ?         |
| 13/035     | Le village des outils égarés          | Sans titre                                                 | ?         | Chica ?         | N&B         | ?         |
| 13/036-037 | Grille fléchée                        | Kirk Douglas - France Le Lude 74                           | ?         | -               | -           | ?         |
| 13/038-039 | L'enquête de Ludo                     | Alerte à l'étrangleur                                      | ?         | Moallic         | N&B         | PG097     |
| 13/040     | Biftou                                | Le vrai prénom de Kirk Douglas                             | ?         | ?               | N&B         | ?         |
| 13/041     | Mini-énigme                           | Trop complaisant ?                                         | ?         | -               | -           | ?         |
| 13/041     | Mini-énigme                           | Drôle de témoin                                            | ?         | -               | -           | ?         |
| 13/042-044 | La vedette mystère                    | Sans titre                                                 | ?         | Gring           | N&B         | ?         |
| 13/045     | Énigme                                | Lutte armée à Leone City                                   | ?         | Gring           | N&B         | ?         |
| 13/046-052 | Le détective, c'est vous !            | Meurtre dans les abîmes                                    | ?         | ?               | N&B         | ?         |
| 13/053     | Cimanomalies                          | Sans titre                                                 | ?         | Gring           | N&B         | ?         |
| 13/054-055 | Énigme                                | La dictée                                                  | ?         | Gring           | N&B         | ?         |
| 13/056-057 | Grille fléchée                        | Vols - France Le Lude 75                                   | ?         | -               | -           | ?         |
| 13/058-059 | L'enquête de Ludo                     | échecs aux contrebandiers                                  | ?         | Moallic         | N&B         | PG091     |
| 13/060-065 | Jeu primé                             | Défauts                                                    | ?         | -               | -           | ?         |
| 13/066     | L'affreux dragon                      | Sans titre                                                 | ?         | Gring           | N&B         | ?         |
| 13/067-074 | Une enquête de Jim Frost              | échec au sabotage                                          | Gil Das   | Léo Becker      | N&B         | ?         |
| 13/075     | Quand ils causent                     | Sans titre - Je suis à la bourre                           | ?         | -               | -           | ?         |
| 13/076-077 | Grille fléchée                        | Détectives - France Le Lude 76                             | ?         | -               | -           | ?         |
| 13/078-079 | L'enquête de Ludo                     | Vol au musée                                               | ?         | Moallic         | N&B         | PG093     |
| 13/080-083 | Bonjour Zim !                         | Sans titre                                                 | ?         | Gring           | N&B         | ?         |
| 13/084     | Le code de Bébert                     | Sans titre                                                 | ?         | ?               | N&B         | ?         |
| 13/085-092 | Stim 33                               | Le zoo de l'infini                                         | Gil Das   | Léo Becker      | N&B         | ?         |
| 13/093     | La phrase noyée                       | de Kirk Douglas                                            | ?         | -               | -           | ?         |
| 13/094-095 | L'objet caché                         | Quatre armes de plus                                       | ?         | Gring           | N&B         | ?         |
| 13/096-097 | Grille fléchée                        | Rues - France Le Lude 77                                   | ?         | -               | -           | ?         |
| 13/098-099 | L'enquête de Ludo                     | Question d'heure                                           | ?         | Moallic         | N&B         | PG092     |
| 13/100-102 | La vedette mystère                    | Sans titre                                                 | ?         | Gring + ?       | N&B         | ?         |
| 13/103-104 | Énigme                                | Le coffre énigmatique                                      | ?         | Gring           | N&B         | ?         |
| 13/105     | Anomalies                             | Vol au vent                                                | ?         | Gring           | N&B         | ?         |
| 13/106-107 | Test                                  | Le moindre mal                                             | ?         | Gring           | N&B         | ?         |
| 13/108-113 | Le détective, c'est vous !            | Meurtre en négatif                                         | ?         | ?               | N&B         | ?         |
| 13/114-115 | Grille fléchée                        | C'est pas facile ! - France Le Lude 78                     | ?         | -               | -           | ?         |
| 13/116-117 | L'enquête de Ludo                     | Alerte au feu                                              | ?         | Moallic         | N&B         | PG095     |
| 13/118-122 | Le jeu de l'humour et du hasard       | Sans titre - les voleurs et les gendarmes                  | ?         | Gring           | N&B         | ?         |
| 13/123     | Mini-énigme                           | Les dés truqués                                            | ?         | -               | -           | ?         |
| 13/123     | Mini-énigme                           | Un client sérieux                                          | ?         | -               | -           | ?         |
| 13/124-125 | L'objet disparu                       | Sans titre - A, Tension                                    | ?         | Gring           | N&B         | ?         |
| 13/126-127 | L'enquête de Ludo                     | Chasse à l'espion                                          | ?         | Moallic         | N&B         | PG094     |
| 13/128     | Lexique                               | Lexique n°13                                               | ?         | -               | -           | ?         |
| 13/129     | Abonnement                            | Abonnement n°13                                            | ?         | ?               | N&B         | ?         |
| 13/130     | Annonce du mois prochain              | Annonce du mois prochain n°13                              | ?         | -               | -           | ?         |
| 15/003-004 | éditorial                             | éditorial n°15                                             | Roger Dal | -               | N&B         | ?         |
| 15/005     | Note de Roger Dal                     | Note de Roger Dal n°15                                     | Roger Dal | -               | -           | ?         |
| 15/006     | Commande des précédents numéros       | Commande des précédents numéros n°15                       | ?         | -               | -           | ?         |
| 15/007     | Sommaire                              | Sommaire n°15                                              | ?         | -               | -           | ?         |
| 15/008-015 | Tout sur…                             | Tony Curtis                                                | ?         | Pévé ???        | N&B         | ?         |
| 15/016-017 | Grille fléchée                        | Sans titre - France Le Lude ?                              | ?         | -               | -           | ?         |
| 15/018-019 | L'enquête de Ludo                     | Du verre brisé                                             | ?         | Moallic         | N&B         | PG082     |
| 15/020-024 | Test                                  | Le téléphone, un détective, et vous                        | ?         | Gring           | N&B         | ?         |
| 15/025     | Biftou                                | 12 Films en cage                                           | ?         | -               | -           | ?         |
| 15/026     | Mini-énigme                           | L'associé gênant                                           | ?         | -               | -           | ?         |
| 15/026     | Mini-énigme                           | Trop honnête !                                             | ?         | -               | -           | ?         |
| 15/027-034 | Une enquête de Jim Frost              | Le pyromane                                                | Gil Das   | Léo Becker      | N&B         | ?         |
| 15/035     | Énigme                                | Sur la falaise                                             | ?         | ?               | N&B         | ?         |
| 15/036-037 | Grille fléchée                        | Sans titre - France Le Lude ?                              | ?         | -               | -           | ?         |
| 15/038-039 | L'enquête de Ludo                     | Départ nocturne                                            | ?         | Moallic         | N&B         | PG075     |
| 15/040-043 | La vedette mystère                    | Sans titre - ?                                             | ?         | Gring + ?       | N&B         | ?         |
| 15/044-045 | Énigme                                | Une enquête locale                                         | ?         | Gring           | N&B         | ?         |
| 15/046-051 | Le détective, c'est vous !            | Mort sur le marbre                                         | ?         | ????            | N&B         | ?         |
| 15/052-053 | Grille fléchée                        | Sans titre - France Le Lude ?                              | ?         | -               | -           | ?         |
| 15/054-055 | L'enquête de Ludo                     | Le voleur de bétail                                        | ?         | Moallic         | N&B         | PG078     |
| 15/056     | Cinégramme                            | Sans titre - ?                                             | ?         | Gring           | N&B         | ?         |
| 15/057     | Énigme                                | Le coup du chasseur                                        | ?         | Gring           | N&B         | ?         |
| 15/058-063 | Jeu primé                             | Les gendarmes comiques                                     | ?         | -               | -           | ?         |
| 15/064     | Biftou                                | Stop auto                                                  | ?         | -               | -           | ?         |
| 15/065-074 | Stim 33                               | Les esclaves de l'infini                                   | Gil Das   | Léo Becker      | N&B         | ?         |
| 15/075     | Énigme                                | Drôle de duel                                              | ?         | ?               | N&B         | ?         |
| 15/076-077 | Grille fléchée                        | Sans titre - France Le Lude ?                              | ?         | -               | -           | ?         |
| 15/078-079 | L'enquête de Ludo                     | Assurance tous risques                                     | ?         | Moallic         | N&B         | PG079     |
| 15/080     | Cinégramme                            | Sans titre - ?                                             | ?         | Gring           | N&B         | ?         |
| 15/081-083 | Énigme                                | Au bord de l'eau                                           | ?         | Gring           | N&B         | ?         |
| 15/084     | Biftou                                | Pour quelques dollars                                      | ?         | Gring ?         | -           | ?         |
| 15/085-087 | La vedette mystère                    | Sans titre - ?                                             | ?         | Gring + ?       | N&B         | ?         |
| 15/088-090 | Une enquête d'Archibald               | Espionnage industriel                                      | Dimberton | Dimberton       | N&B         | ?         |
| 15/091     | Cinégramme                            | Sans titre - ?                                             | ?         | Gring           | N&B         | ?         |
| 15/092-093 | Le jeu des ressemblances              | 8 détails communs                                          | ?         | Gring           | N&B         | ?         |
| 15/094-095 | Grille fléchée                        | Sans titre - France Le Lude ?                              | ?         | -               | -           | ?         |
| 15/096-097 | L'enquête de Ludo                     | Du cyanure au désert                                       | ?         | Moallic         | N&B         | PG080     |
| 15/098-103 | Le détective, c'est vous !            | Ne tirez pas sur le pianiste                               | ?         | ?               | N&B         | ?         |
| 15/104     | Mini-énigme                           | Drame sur le pont                                          | ?         | -               | -           | ?         |
| 15/104     | Mini-énigme                           | Le coup du billet                                          | ?         | -               | -           | ?         |
| 15/105-108 | Le jeu de l'humour et du hasard       | Humour Kim                                                 | ?         | Gring           | N&B         | ?         |
| 15/109     | Quand ils causent                     | Sans titre - Jaspiner                                      | ?         | -               | -           | ?         |
| 15/110-111 | Grille fléchée                        | Sans titre - France Le Lude ?                              | ?         | -               | -           | ?         |
| 15/112-113 | L'enquête de Ludo                     | Photo - témoin                                             | ?         | Moallic         | N&B         | PG081     |
| 15/114     | Énigme                                | Les ennuis du chef de gare                                 | ?         | Gring           | N&B         | ?         |
| 15/115     | Abonnement                            | Abonnement n°15                                            | ?         | ?               | N&B         | ?         |
| 15/116     | Léxique des grilles des mots fléchés  | Léxique des grilles des mots fléchés n°15                  | ?         | -               | -           | ?         |
| 15/117-123 | Solutions des énigmes                 | Solutions des énigmes n°14                                 | ?         | ?               | N&B         | ?         |
| 15/124-130 | Solutions des énigmes                 | Solutions des énigmes n°15                                 | ?         | ?               | N&B         | ?         |
| 16/003-004 | éditorial                             | éditorial n°16                                             | Roger Dal | -               | N&B         | ?         |
| 16/005     | Sommaire                              | Sommaire n°16                                              | ?         | -               | -           | ?         |
| 16/006     | Commande des précédents numéros       | Commande des précédents numéros n°16                       | ?         | -               | -           | ?         |
| 16/007-014 | Tout sur…                             | Annie Girardot                                             | ?         | Pévé ???        | N&B         | ?         |
| 16/015     | Biftou                                | Quel désordre !                                            | ?         | Gring           | N&B         | ?         |
| 16/016-017 | Grille fléchée                        | Sans titre - France Le Lude ?                              | ?         | -               | -           | ?         |
| 16/018-019 | L'enquête de Ludo                     | La voix de Jérôme                                          | ?         | Moallic         | N&B         | PG064     |
| 16/020-021 | Énigme                                | L'anniversaire de Billy-le-Fourbe                          | ?         | ?               | N&B         | ?         |
| 16/022-029 | Test                                  | Un détective… Les vacances… et vous                        | ?         | Gring           | N&B         | ?         |
| 16/030     | Énigme lecteur                        | La pièce d'argent                                          | ?         | Gring           | N&B         | ?         |
| 16/031-038 | Une enquête de Jim Frost              | Dans les nuages                                            | Gil Das   | Léo Becker      | N&B         | ?         |
| 16/039     | Les cinq ressemblances                | Sans titre - vins liqueurs hotel                           | ?         | Gring           | N&B         | ?         |
| 16/040-041 | Grille fléchée                        | Sans titre - France Le Lude ?                              | ?         | -               | -           | ?         |
| 16/042-043 | L'enquête de Ludo                     | Bagarre pour un chapeau                                    | ?         | Moallic         | N&B         | PG069     |
| 16/044-045 | La vedette mystère                    | Sans titre - ?                                             | ?         | Gring + ?       | N&B         | ?         |
| 16/046     | Énigme lecteur                        | Un baiser dans le noir                                     | ?         | Gring           | N&B         | ?         |
| 16/047     | Les rébus énigmatiques                | Sans titre - quatre rébus introuvables                     | ?         | -               | -           | ?         |
| 16/048-053 | Jeu primé                             | Pour être Roi                                              | ?         | -               | -           | ?         |
| 16/054-059 | Le détective, c'est vous !            | Le dieu qui tue                                            | ?         | ?               | N&B         | ?         |
| 16/060-061 | Grille fléchée                        | Sans titre - France Le Lude ?                              | ?         | -               | -           | ?         |
| 16/062-063 | L'enquête de Ludo                     | Attaque à l'hôtel                                          | ?         | Moallic         | N&B         | PG070     |
| 16/064     | Énigme lecteur                        | Le tournoi de tennis                                       | ?         | Gring           | N&B         | ?         |
| 16/065-067 | Une enquête d'Archibald               | Au feu !                                                   | Dimberton | Dimberton       | N&B         | ?         |
| 16/068-079 | super-magot                           | Sans titre - petite tragi-comédie                          | ?         | Gring           | N&B         | ?         |
| 16/080-081 | Grille fléchée                        | Sans titre - France Le Lude ?                              | ?         | -               | -           | ?         |
| 16/082-083 | L'enquête de Ludo                     | Un amateur de télévision                                   | ?         | Moallic         | N&B         | PG071     |
| 16/084     | Dick la terreur arrive                | Sans titre                                                 | ?         | -               | -           | ?         |
| 16/085-094 | Stim 33                               | Une solution aveuglante                                    | Gil Das   | Léo Becker      | N&B         | ?         |
| 16/095     | Quand ils causent                     | Sans titre - a radiner sa pomme                            | ?         | -               | -           | ?         |
| 16/096-097 | Grille fléchée                        | Sans titre - France Le Lude ?                              | ?         | -               | -           | ?         |
| 16/098-099 | L'enquête de Ludo                     | Vol dans le Paris-Nice                                     | ?         | Moallic         | N&B         | PG072     |
| 16/100-101 | La vedette mystère                    | Sans titre - ?                                             | ?         | Gring + ?       | N&B         | ?         |
| 16/102     | Énigme lecteur                        | Les truands se portent mal                                 | ?         | -               | -           | ?         |
| 16/103-108 | Le détective, c'est vous !            | Meurtre aux caraïbes                                       | ?         | ?               | N&B         | ?         |
| 16/109     | Biftou                                | Départ en vacances                                         | ?         | Gring           | N&B         | ?         |
| 16/110-113 | Le jeu de l'humour et du hasard       | Jeu des treize douaniers                                   | ?         | Gring           | N&B         | ?         |
| 16/114-115 | Grille fléchée                        | Sans titre - France Le Lude ?                              | ?         | -               | -           | ?         |
| 16/116-117 | L'enquête de Ludo                     | Le bon numéro                                              | ?         | Moallic         | N&B         | PG073     |
| 16/118     | Énigme                                | Le pêcheur                                                 | ?         | ?               | N&B         | ?         |
| 16/119-120 | Énigme                                | Mais où habite madame Lenoir ?                             | ?         | ?               | N&B         | ?         |
| 16/121     | Abonnement                            | Abonnement n°16                                            | ?         | ?               | N&B         | ?         |
| 16/122     | Léxique des grilles des mots fléchés  | Léxique des grilles des mots fléchés n°16                  | ?         | -               | -           | ?         |
| 16/123-130 | Solutions des énigmes                 | Solutions des énigmes n°16                                 | ?         | ?               | N&B         | ?         |